# Riesensturmvogel

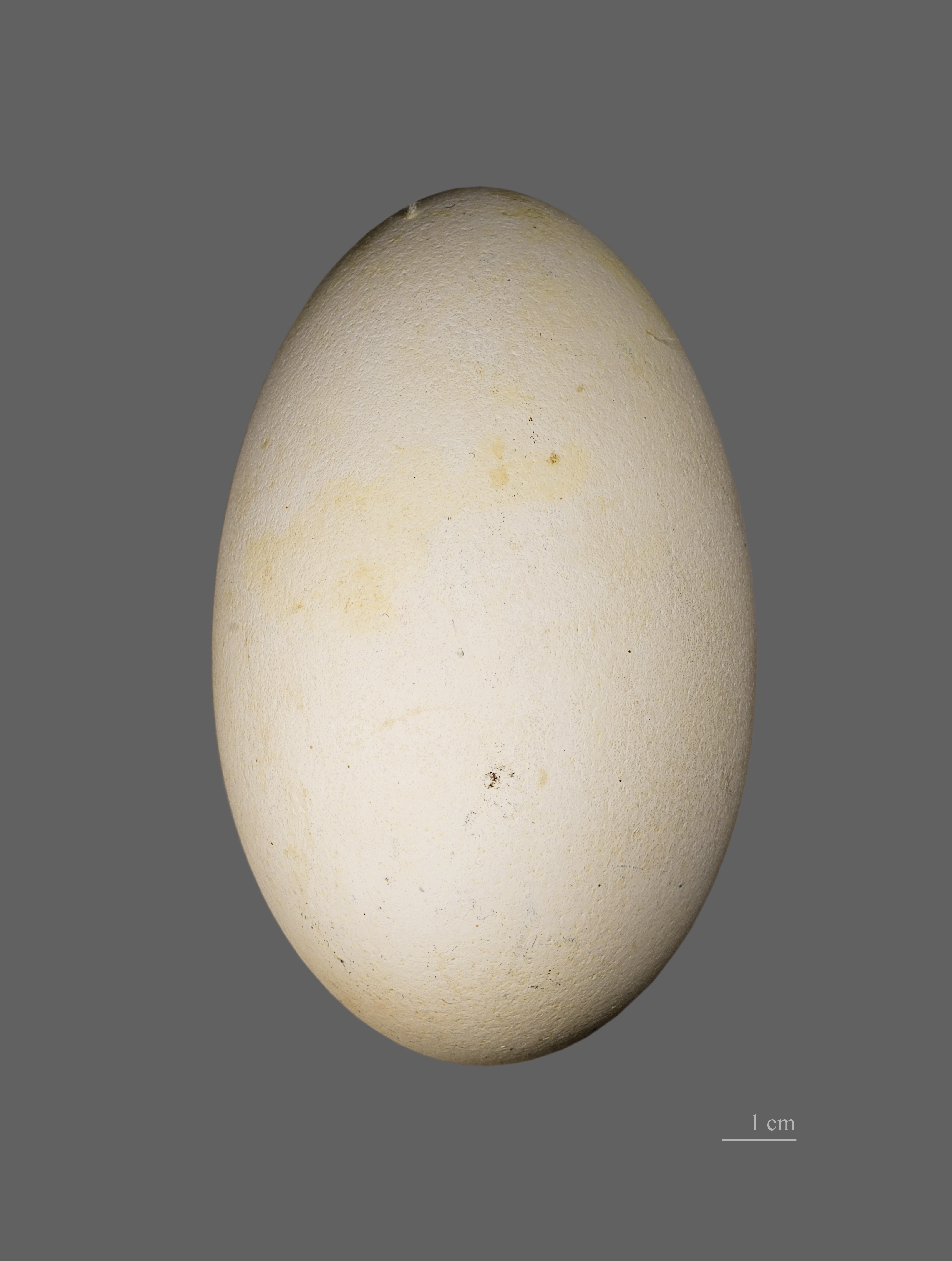
Ei des Riesensturmvogels

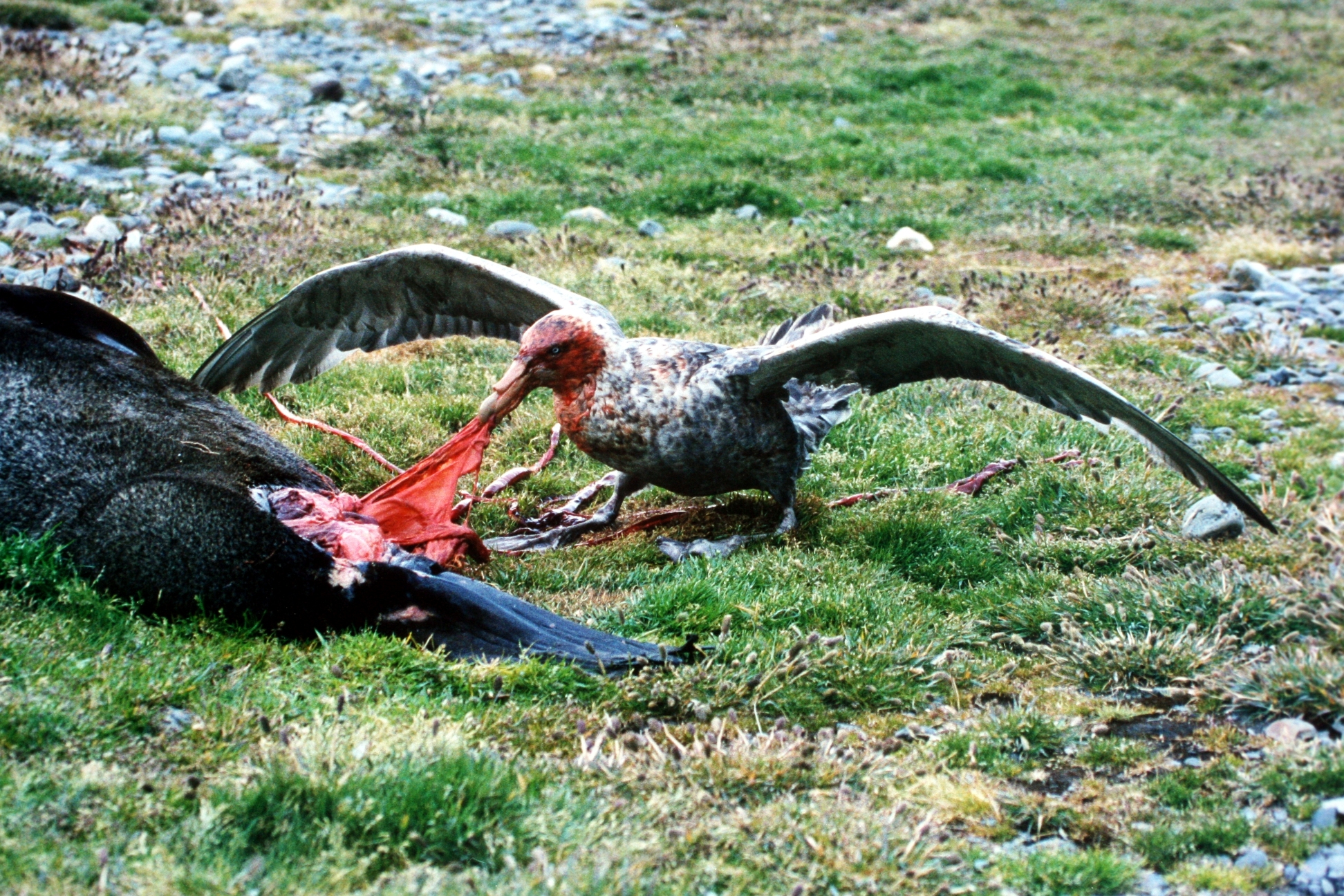
Ein Riesensturmvogel frisst am Kadaver einer Robbe

Der Riesensturmvogel (Macronectes giganteus) ist ein Brutvogel des antarktischen Festlands sowie vieler subantarktischer Inseln aus der Familie der Sturmvögel (Procellariidae). Er verbringt sein Leben überwiegend auf hoher See und ist dann bis zum südlichen Wendekreis anzutreffen.
Er gehört zur Familie der Sturmvögel. Eine weitere Bezeichnung ist Südlicher Riesensturmvogel. Von Seeleuten werden die Vögel – ebenso wie die Hallsturmvögel – „Stinker“ genannt, da sie einen streng riechenden ölhaltigen Mageninhalt erbrechen, wenn sie sich erschrecken. Sie sind dadurch in der Lage, sich schneller in die Luft zu erheben.
Im Gegensatz zum nah verwandten Hallsturmvogel brütet der Riesensturmvogel in Kolonien.

## Erscheinungsbild
Der Riesensturmvogel erreicht eine Flügelspanne von bis zu 200 cm und eine Körperlänge von 84 bis 92 cm. Sein Federkleid ist von düsterem Graubraun, das an Kopf, Hals und Kehle auffällig heller gefärbt ist. Riesensturmvögel sind gut kenntlich an ihrem gewaltigen, mit Hornplatten versehenen Schnabel mit seiner verlängerten Nasen-Doppelröhre (Röhrennasen). Die kleinen hellen Augen sind von einem Federrad umgeben, die Farbe der Füße reicht von braun bis rauchschwarz.
Im Vergleich zum Albatros erscheint ihr Flug ungeschickter, da sie wenig elegant flattern oder in steifflügeliger Haltung mit tiefgehaltenem Kopf dahingleiten. Riesensturmvögel sind Aasfresser, ernähren sich von toten Meerestieren, die auf der Meeresoberfläche schwimmen, aber auch von jungen oder schwachen Pinguinen und deren Eiern. Sie folgen häufig Schiffen auf der Suche nach Abfällen.

## Verbreitungsgebiet
Der Riesensturmvogel hat ein zirkumpolares Verbreitungsgebiet. Er brütet auf Südgeorgien, den Prinz-Edward-Inseln, Crozet-Inseln, den Kerguelen und auf der Macquarieinsel. Zum Brutgebiet gehört außerdem die antarktische Halbinsel (siehe Mont des Géants) und auf Inseln vor der Küste der argentinischen Provinz Chubut. Brutplätze finden sich außerdem auf den Diego-Ramírez-Inseln und der Isla Noir vor Chile sowie auf dem Archipel Tristan da Cunha. Auf den Falklandinseln brütet ein großer Teil der weltweiten Population.

## Lebensweise

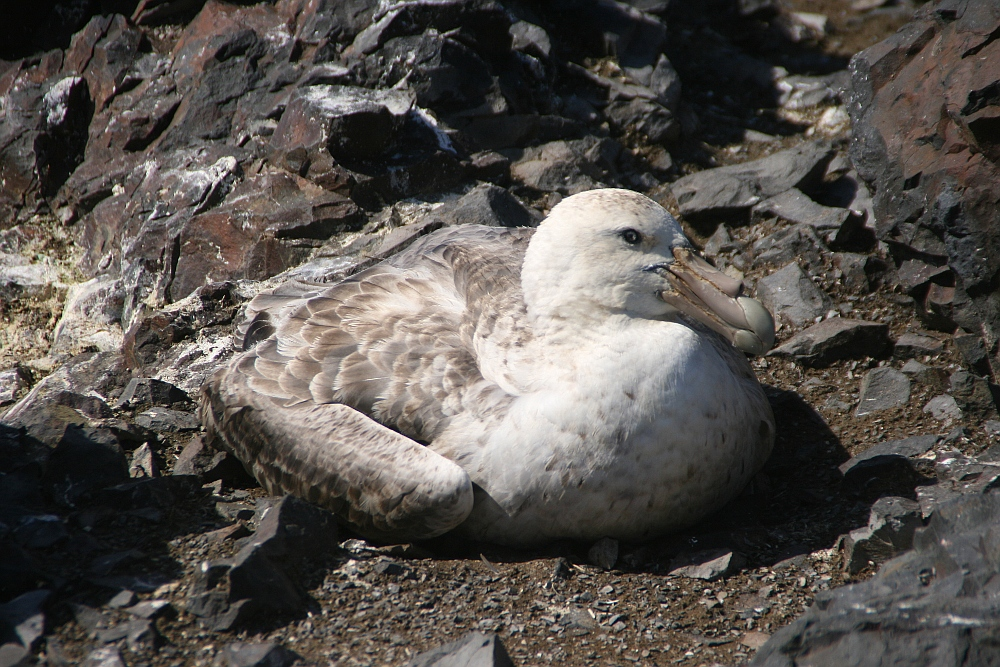
Ein brütender Riesensturmvogel

Riesensturmvögel brüten in lockeren Kolonien auf flachem Grund in Küstennähe. Das Nest ist eine flache Mulde. Das Gelege besteht aus einem Ei, das etwa zwei Monate lang bebrütet wird. Jungvögel werden im Alter von vier Monaten flügge.

## Sonstiges
Die im Englischen auch Breakbones (Knochenbrecher) genannten Vögel sind Namensgeber des Breakbones-Plateaus auf Candlemas Island im Archipel der Südlichen Sandwichinseln.

## Belege